# Moving Target
Moving Target es el tercer álbum de estudio de Royal Hunt. En este disco el vocalista D.C. Cooper reemplazó a Henrick Brockman, y además el CD contó con las colaboraciones de María McTurk y Lise Hansen en los coros. Fue editado en 1995.

## Temas del disco
Todas las letras escritas por Andre Andersen.
| N.º   | Título                        | Duración |  |
| 1.    | «Last Goodbye»                | 6:33     |  |
| 2.    | «1348»                        | 4:32     |  |
| 3.    | «Makin' a Mess»               | 4:00     |  |
| 4.    | «Far Away»                    | 4:58     |  |
| 5.    | «Step by Step»                | 5:11     |  |
| 6.    | «Autograph» (instrumental)    | 3:36     |  |
| 7.    | «Stay Down»                   | 4:21     |  |
| 8.    | «Give it Down»                | 4:01     |  |
| 9.    | «Time»                        | 4:53     |  |
| 10.   | «Far Away» (versión acústica) | 4:38     |  |
| 11.   | «Restless»                    | 3:20     |  |
| 50:03 |                               |          |  |